# یولیوس ساریستو
یولیوس ساریستو (انگلیسی: Julius Saaristo؛ ۲۱ ژوئیه ۱۸۹۱ – ۱۲ اکتبر ۱۹۶۹) پرتاب‌گر نیزه اهل فنلاند بود.
وی در مسابقات کشوری و بین‌المللی در مجموع برندهٔ ۱ مدال طلا، ۱ مدال نقره شده‌است.